# Josep Rodríguez Martínez
Josep Rodríguez Martínez (Tortosa, 26 de julio de 1896 - Tarragona, 8 de agosto de 1939) fue un político español, concejal y alcalde de Tortosa durante la Segunda República y la Guerra Civil, ejecutado víctima de la represión durante la dictadura franquista.
Carpintero de profesión casado y con dos hijos, en enero de 1934 fue elegido concejal del ayuntamiento de Tortosa por Esquerra Republicana de Catalunya (ERC). El 1 de febrero del mismo año, siendo alcalde Josep Berenguer i Cros, Josep Rodríguez se convirtió en uno de los cuatro tenientes de alcalde de la localidad, teniendo a su cargo la concejalía de sanidad y asistencia social. 
Tras el golpe de Estado de julio de 1936 que dio lugar a la Guerra Civil, fue nombrado presidente del comité local de ERC y el 24 de octubre fue elegido alcalde de Tortosa, cargo que desempeñó hasta el final de la guerra en la localidad, en enero de 1939, con un paréntesis de mayo a septiembre de 1937 por los enfrentamientos entre anarquistas y las autoridades civiles. A causa de los bombardeos, en abril de 1938, al convertirse Tortosa en zona del frente de guerra, el consistorio municipal se trasladó a El Perelló.
Al finalizar la guerra marchó a Barcelona, pero volvió a Tortosa poco después, cuando ya las tropas franquistas ocupaban la ciudad. Fue detenido el 5 de marzo y trasladado a la prisión de Pilatos en Tarragona el 28 de abril. Allí fue sometido a consejo de guerra sumarísimo y condenado a muerte, siendo ejecutado el 8 de agosto. Una pequeña calle de Tortosa lleva su nombre.
A raíz de la Ley 11/2017, de 4 de julio, de reparación jurídica de las víctimas del franquismo la sentencia que le condenó es nula de pleno derecho y el tribunal de la Auditoría de Guerra que la emitió ilegal.